# Aborto en Guinea Ecuatorial
En Guinea Ecuatorial, el aborto sólo es legal si el embarazo supone un riesgo para la salud o la vida de la madre o del feto, o en caso de embarazo fruto de violación o incesto, hasta las doce semanas de gestación. Guinea Ecuatorial exige el consentimiento del cónyuge para realizar abortos. Las personas que reciben o ayudan a que se realicen abortos ilegales pueden enfrentarse a multas o prisión. El aborto se considera prohibido en la cultura fang y es ampliamente rechazado por los católicos, el principal grupo religioso del país.

## Legislación
La Ley de Regulación del Aborto, de 1991, dice que el aborto es legal sólo en casos de riesgo para la salud o la vida. Esta ley establece que el aborto debe realizarse en un centro de salud con la aprobación de un profesional de la salud. Se dice que el cónyuge o tutor de la mujer embarazada puede oponerse a un aborto, aunque los tribunales pueden rechazar esta objeción. Los abortos ilegales podrán ser castigados con seis meses a doce años de prisión para quienes reciban o proporcionen abortos, así como para las personas que cooperen con el aborto.
En junio de 2020 se aprobó la Ley 4/2020 de Derechos Sexuales y Reproductivos. Estableció el derecho a la planificación familiar y reguló la anticoncepción y el aborto terapéutico.  El artículo 23 de la ley permite el aborto si un profesional médico determina que el embarazo pone en riesgo la vida de la mujer o defectos del feto, o en caso de violación o incesto. El artículo 24 establece un límite gestacional de doce semanas.
El código penal de Guinea Ecuatorial tipifica el aborto como delito penal, aunque el gobierno ha declarado que esta ley no está en vigor, según la Oficina del Alto Comisionado de las Naciones Unidas para los Derechos Humanos.  A fecha de junio de 2022, Guinea Ecuatorial es uno de los once países que exige el consentimiento del cónyuge para el aborto. Guinea Ecuatorial ha ratificado el Protocolo de Maputo, que incluye el derecho al aborto seguro.

## Predominio
La base de datos sobre políticas mundiales sobre el aborto (dependiente de la OMS) no dispone de datos sobre la tasa de aborto en Guinea Ecuatorial. Según el Instituto Guttmacher, el 64% de las mujeres en edad reproductiva en Guinea Ecuatorial tienen una necesidad insatisfecha de anticoncepción, lo que contribuye a los abortos.
La población del país es predominantemente católica y se adhiere a la oposición católica al aborto.Tradicionalmente, los fang rara vez han recurrido a métodos anticonceptivos o al aborto, que están culturalmente prohibidos ya que se valoran las familias numerosas. En 1994, el único hospital del distrito de Nsork informó una tasa de abortos de 0,48 por mujer, que no estaba correlacionada con la edad.  Hay rumores que afirman que los proveedores de servicios médicos chinos, que están mal regulados en el país, realizan abortos ilegales y mortales. La Red de África Central para la Salud Reproductiva de las Mujeres, con sede en Gabón, tiene como objetivo aumentar el acceso a la atención postaborto en Gabón, Camerún y Guinea Ecuatorial. Ha realizado talleres con parteras en Guinea Ecuatorial.